# Kén-dioxid
|  |  |

|  |  |

A kén-dioxid (SO2) egy kémiai vegyület. Szobahőmérsékleten színtelen. Szúrós szagú, mérgező gáz, belélegezve a nyálkahártyát izgatja, a vörösvérsejteket roncsolja. A mikroorganizmusokat is elpusztítja, ezért a konzerviparban tartósításra használják. A színes anyagokat kifehéríti, a foltokat a textíliából eltünteti. A papír- és textiliparban főként fertőtlenítésre használják. Jó redukálószer. −10 °C-on cseppfolyósodik. A kénatom oxidációs száma a kén-dioxidban +4, a molekula V alakú, benne a kötésszög körülbelül 120°.
Manapság nagy hangsúlyt kap a légszennyezéssel kapcsolatban (lásd: szmog). SO2-t a természetben a vulkánok bocsátanak ki illetve az iparban sok folyamat mellékterméke. Mivel a szén és a kőolajszármazékok változó mennyiségű kén összetevőt tartalmaznak, elégetésük során kén-dioxid is keletkezik.
A légköri ózonnal történő további oxidációja kén-trioxidot eredményez, mindkét oxid jelentősen hozzájárul a savas esők keletkezéséhez.

## Kémiai tulajdonságai
A kén-dioxid reakcióit az alapján csoportosíthatjuk, hogy változik-e a reakcióban a kénatom oxidációs száma, és ha igen, akkor oxidálódik vagy redukálódik.
A kén-dioxid savanhidridnek tekinthető. Ha vízben oldjuk, kénessav keletkezik. Ebben a reakcióban a molekulában található kénatom oxidációs száma nem változik.
{\displaystyle \mathrm {SO_{2}+H_{2}O\rightarrow H_{2}SO_{3}} \,\!}
A kén-dioxid lehet oxidálószer és redukálószer is. Ha oxidálószer, a benne lévő kénatom redukálódik, oxidációs száma csökken.
{\displaystyle \mathrm {SO_{2}+2\ H_{2}S\rightarrow 3\ S+2\ H_{2}O} \,\!}
A fenti reakció aktivált Al2O3 katalizátor alkalmazásával alkalmas az ipari méretű kén-dioxid-kibocsátás csökkentésére.
A vegyület kénatomja oxidálható, ezekben a folyamatokban a kén-dioxid redukálószer, a benne található kénatom oxidációs száma nő.
{\displaystyle \mathrm {2\ SO_{2}+O_{2}\rightarrow 2\ SO_{3}} \,\!}
{\displaystyle \mathrm {SO_{2}+Cl_{2}\rightarrow SO_{2}Cl_{2}} \,\!}
A kénsav gyártásának alapanyaga, amikor is vanádium-pentoxid katalizátor jelenlétében oxidálják.
{\displaystyle \mathrm {2\ SO_{2}+O_{2}\rightarrow 2\ SO_{3}} \,\!}

## Kén-dioxid a borászatban
A kén-dioxid alkalmazásának három olyan alapvető szerepe van, amely rendkívül előnyössé teszi a borászati használatát:
- antioxidáns hatás
- antiszeptikus hatás
- íz, zamat és színalakító hatás

Több olyan adalékanyag is létezik, amely képes a fenti funkciók valamelyikét betölteni. Az aszkorbinsav például kiváló antioxidáns és ízjavító, de nincs antiszeptikus, mikroorganizmusok ellen ható tulajdonsága. A kálium-szorbát hatásos az élesztők ellen, de nincs antioxidáns tulajdonsága. A kén-dioxid egymagában mind a három tulajdonsággal rendelkezik.

## Oldószer
A cseppfolyós kén-dioxid különösen alkalmas számos szervetlen kémiai reakció kivitelezésére. Általában a kovalens vegyületek nagyon jól oldódnak benne, pl.
Br2, ICl, BCl3, CS2, PCl3, a szerves aminok, éterek, észterek, alkoholok, savak, merkaptánok.
Számos szolvolízis reakció ismert, pl.:
{\displaystyle \mathrm {UCl_{5}+2\ SO_{2}\rightarrow UO_{2}Cl_{2}+2\ OSCl_{2}} }
Hasonlóan reagál a nióbium és a volfrám kloridja.

## Levegőszennyezés
A levegőben megengedett maximális koncentrációja 5 ppm (5·10−6 g/m³), de néhány növény már 1–2 ppm-nél súlyosan károsodik.
A legnagyobb mennyiség a szén (60%) és a tüzelőolajok (25%) elégetésekor kerül a levegőbe villamos erőművekből. Vulkánkitörésekkor is nagy mennyiség jut a környezetbe (kén-hidrogénnel, kén-trioxiddal és elemi kénnel együtt), ez azonban 1%-nál kisebb arány globális méretekben. A réz-, cink- és ólomfeldolgozás során 12% keletkezik, míg a kénsavgyártás 2%-kal kisebb mértékben járul hozzá a kibocsátáshoz.